# Wave Race 64
Wave Race 64 (яп. ウエーブレース64 Уэбу Рэсу Рокудзюён 64) — гоночная видеоигра, разработанная и изданная компанией Nintendo для игровой системы Nintendo 64 в 1996 году. Игровой процесс заключается в гонках на гидроциклах по различным трассам, где игроку необходимо успешно маневрировать между буйками. Также в игре присутствует многопользовательский режим, позволяющий двум игрокам состязаться друг с другом на выбранной трассе. Игра поддерживает Controller Pak, который даёт возможность переносить сохранённые данные с одного игрового картриджа на другой.
Изначально игра задумывалась как «F-Zero на воде», и должна была представлять собой гонки на высокоскоростных лодках с возможностью трансформации. Однако в итоге лодки были заменены на гидроциклы, поскольку продюсер Сигэру Миямото посчитал, что иначе игра недостаточно отличалась бы от других подобных проектов на других платформах. Wave Race 64 получила высокие оценки от критиков, которые хвалили удобное управление и динамичные водные пейзажи. Считается, что игра помогла Nintendo эффективно совершить скачок от 16-битной двухмерной графики Super Nintendo Entertainment System к трёхмерным возможностям Nintendo 64. Она была переиздана на Wii и Wii U Virtual Console в 2007 и 2016 годах соответственно, а также на Nintendo Switch Online + Expansion Pack в 2022 году. Продолжение игры, Wave Race: Blue Storm, вышло на GameCube в 2001 году.

## Игровой процесс

Игрок соревнуется с соперником на трассе Sunny Beach. Стрелки в правом нижнем углу экрана показывают текущую мощность гидроцикла.

Wave Race 64 — это гоночная видеоигра, в которой игроки соревнуются на гидроциклах в различных погодных условиях и на разнообразных трассах. В игре представлены три однопользовательских режима (Чемпионат, Заезд на время и Режим трюков), а также многопользовательский режим для соревновательной игры. В режиме Чемпионата игрок должен обогнать соперников в серии заездов и прийти к финишу первым. Можно выбрать до четырёх уровней сложности: Нормальный, Сложный, Эксперт и Наоборот, последний представляет собой Эксперт с трассами, ориентированными в обратном направлении. Режимы Сложный, Эксперт и Наоборот необходимо разблокировать, пройдя предыдущий по сложности режим. Сложность также определяет количество трасс в заезде: шесть на Нормальном, семь на Сложном и восемь на Эксперт/Наоборот. После прохождения трассы игроку начисляются очки в зависимости от занятого места. Если требуемое количество очков не набрано, игрок дисквалифицируется, и игра заканчивается.
В гонках против соперников игрок должен умело маневрировать на гидроцикле вокруг различных буев. Существует два типа буев: красные, которые необходимо проходить с правой стороны, и жёлтые буи, которые необходимо проходить с левой стороны. Каждый раз, когда буй правильно пройден, в интерфейсе игры зажигается стрелка мощности, позволяя игровому транспорту набирать скорость. Может зажечься до пяти стрелок мощности для получения максимальной скорости. Таким образом, поддержание этого процесса позволит игроку поддерживать высокую скорость. Неправильное прохождение хотя бы одного буя приведёт к потере всей накопленной мощности, а пропуск пяти буев за гонку приведёт к дисквалификации. Выход за пределы трассы, ограниченной розовыми буями, более чем на пять секунд также приведёт к дисквалификации.
В режиме Заезд на время игрок может свободно проезжать трассу, чтобы показать лучшее время, которое сохраняется в данных игры. В Режиме трюков игрок должен зарабатывать очки, выполняя трюки и проходя через кольца. Количество очков зависит от того, сколько колец игрок проходит без промахов, а также от класса выполненного трюка. Многопользовательский режим использует горизонтальный разделённый экран и позволяет двум игрокам соревноваться друг с другом на выбранной трассе. В режимах Заезд на время, Трюки и многопользовательском режиме для выбора доступны только те трассы, которые были разблокированы в режиме Чемпионата. Игра предлагает игрокам четырёх персонализированных гонщиков, у каждого из которых есть свои сильные и слабые стороны. Controller Pak в Nintendo 64 можно использовать для переноса сохранённых данных с одного игрового картриджа на другой.

## Разработка и выпуск
Игра Wave Race 64 была разработана компанией Nintendo EAD под руководством продюсера Сигэру Миямото и стала одной из первых игр для Nintendo 64. Разработкой игры руководил Синъя Такахаси, работавший в Nintendo с 1989 года. Такахаси вместе с Ёсиаки Коидзуми, который работал с Миямото над Super Mario 64, считаются теми, кто помог компании эффективно перейти от 16-битной двухмерной графики игровой системы Super Nintendo Entertainment System к трёхмерным возможностям Nintendo 64. Поскольку разработчики игры имели опыт работы только с двухмерной графикой предыдущих систем Nintendo, Такахаси пришлось направлять их на первых этапах разработки. Экспериментируя с технологиями Silicon Graphics для Nintendo 64, один из программистов создал техническую демонстрацию, которая послужила примером программирования волн в игре. Эта техническая демонстрация привлекла внимание Миямото, и вскоре команда начала придумывать способ сделать из неё «что-нибудь интересное».
Изначально игра носила название «F-Zero на воде» и должна была включать в себя высокоскоростные лодки, как было показано на кадрах с выставки Nintendo Shoshinkai 1995 года. Планировалось, что лодки будут обладать возможностью трансформации, позволяя игрокам переключаться между устойчивой формой катамаранна и более обтекаемой версией в стиле каноэ. Однако в конечном счёте по предложению Тима Стампера из Rare лодки были заменены на гидроциклы. Миямото объяснил: «На выставке лодки выглядели довольно неплохо, но я не думал, что Wave Race 64 будет сильно отличаться от аналогичных игр на других системах, если мы используем лодки. Гидроциклы могут демонстрировать множество манёвров, которые хорошо смотрятся в реалистичной воде Wave Race 64». Игра использует функцию альфа-композитинга в Nintendo 64, чтобы сделать воду одновременно прозрачной и отражающей.
Wave Race 64 была раскручена с помощью маркетинговой кампании, которая обошлась в 4 миллиона долларов. Сначала она была выпущена в Японии в сентябре 1996 года на картридже ёмкостью 8 МБ. В Соединенных Штатах Wave Race 64 была выпущена в качестве третьей игры для Nintendo 64 4 ноября 1996 года с изменёнными голосами и переименованными уровнями. Это была первая гоночная игра, разработанная для Nintendo 64, и первая, которая использовала возможности аппаратного обеспечения Nintendo 64, чтобы «создать правдоподобную и захватывающую водную среду, не имеющую аналогов в предыдущих играх». В Великобритании игра была выпущена в апреле 1997 года, вскоре после запуска Nintendo 64. Как и Super Mario 64, Wave Race 64 была переиздана в Японии в июле 1997 года как Wave Race 64: Rumble Pak-Compatible Version (яп. ウエーブレース64 振動パック対応バージョン Уэбу Рэсу Рокудзюён 64 Синдо: Пак Тайо: Бан). Эта версия использует преимущества устройства Rumble Pak для Nintendo 64 и добавляет призрачные функции в режим Заезда на время в виде дельфина, который гоняется против игрока и показывает предыдущее лучшее время на трассе. Также были изменены некоторые музыкальные и звуковые эффекты.

## Отзывы
| Сводный рейтинг    | Сводный рейтинг |
| Агрегатор          | Оценка          |
| ------------------ | --------------- |
| GameRankings       | 90,67 %         |
| Metacritic         | 92 из 100       |
| Иноязычные издания |                 |
| Издание            | Оценка          |
| AllGame            | 4,5 из 5        |
| CVG                | 4 из 5          |
| Edge               | 9 из 10         |
| EGM                | 9,3 из 10       |
| Game Informer      | 9 из 10         |
| GameSpot           | 8,6 из 10       |
| IGN                | 9,7 из 10       |
| Next Generation    | 5 из 5          |

Wave Race 64 имела большой успех как у критиков, так и в коммерческом плане, разойдясь тиражом более 154 000 копий в Японии к декабрю 1996 года и более одного миллиона копий в США к декабрю 1997 года. По состоянию на декабрь 2007 года продажи игры в США составили 1,95 миллиона копий. В момент выхода некоторые обозреватели считали её одной из величайших гоночных игр всех времён для домашней консоли. Журнал GamePro описал Wave Race 64 как «феноменально увлекательную» гоночную игру, которая захватывает игроков своим глубоким и сложным геймплеем, в то время как Next Generation назвал её одной из первых качественных игр для Nintendo 64, наряду с Super Mario 64 и Pilotwings 64.
В плане графики Wave Race 64 получила похвалы за плавные анимации, реалистичную физику, чистую воду и текстурированные полигоны. Даг Перри из IGN прокомментировал, что гидроциклы в игре обеспечивают правдоподобный и захватывающий опыт. Виктор Лукас из телешоу The Electric Playground отметил разнообразие локаций в игре, говоря, что каждая трасса предлагает игрокам что-то, от чего захватывает дух. Он также высоко оценил удовлетворительные звуковые эффекты в игре, особенно когда игроки погружаются под воду, но посчитал музыкальное сопровождение поверхностным. GamePro согласился с этим, назвав музыку детской, а голос диктора раздражающим. Однако, Джонти Дэвис из AllGame напротив посчитал, что «дешёвый» и «явно восьмидесятых» саундтрек в сочетании с «чрезмерно возбуждёнными» выкриками диктора придают игре лёгкость и аркадный дух.
Журналисты N64 Magazine описали Wave Race 64 как «одну из самых глубоких гоночных игр», в которые им доводилось играть, заявив, что динамичные волны в игре «постоянно проверяют и перепроверяют» контроль игрока, а система буев предлагает тактические решения — потратить время на широкий поворот или рвануть прямо, чтобы догнать лидера, пока не стало слишком поздно. Аналогично, Game Informer отметил, что волны могут напасть на игроков в каждом повороте, и любая ошибка способна изменить исход гонки. Журнал Edge высоко оценил правдоподобные водные ландшафты в игре и удобное управление, заявив, что каждый из четырёх катеров обладает разными характеристиками управляемости, и эти отличия особенно проявляются при взаимодействии с водой. Хотя журнал раскритиковал нехватку трасс в игре, отметив, что большинство из них можно увидеть за один день игры, в конечном счёте он пришёл к выводу, что Wave Race 64 является примером того, как подход Nintendo к разработке игр по-прежнему заметно отличается от подхода практически всех других игровых компаний в мире.
Управление в целом получило высокую оценку, хотя Тодд Моватт из Electronic Gaming Monthly (EGM) отметил, что привыкание к ниму может занять некоторое время. Гленн Рубенштейн из GameSpot также похвалил управление, заявив, что Wave Race 64 «лучше всего использует» аналоговый джойстик Nintendo 64. Хотя он выделил многопользовательский режим за предоставление «довольно хорошей конкуренции», он раскритиковал небольшие разделенные экраны за то, что они отвлекают от драматизма. Алекс Хухтала из CVG посчитал, что игра слишком короткая, но признал, что многопользовательский режим и режим трюков придают игре долговечность. В марте 1997 года редакторы EGM назвали Wave Race 64 своей Спортивной игрой года и финалистом премии Nintendo 64 Game of the Year (уступив Super Mario 64), сославшись на реалистичную физику и разнообразие трасс.

## Наследие
После выхода на Nintendo 64 Wave Race 64 вошла в несколько списков лучших игр. В 1997 году EGM поставил игру на 68 место в своём списке 100 Best Games of All Time. В 1999 году Next Generation поместил её на 20 место в аналогичном рейтинге, отметив, что Wave Race 64 наряду с Mario 64 продемонстрировала большие графические возможности системы. Редакторы IGN поставили её на 33 место в своём списке Top 100 Games of All Time в 2003 году и на 37 место в другом рейтинге, опубликованном в 2005 году. Они заметили, что Wave Race 64 включила физику воды в гоночный процесс, в отличие от любой другой игры до и после неё. Простая концепция гонок на гидроциклах была усложнена изменяющимися волнами, приливами и отливами, а также Nintendo добавила ту самую атмосферную глубину и масштаб, сделав этот гоночный симулятор по-настоящему многогранным и увлекательным. В 2006 году Nintendo Power поместил Wave Race 64 на 127 место в своём списке NP Top 200. В 2009 году Official Nintendo Magazine поставил игру на 49 место в списке величайших игр Nintendo всех времен. Продолжение игры, Wave Race: Blue Storm, вышло в 2001 году.
Wave Race 64 была выпущена в Китае для игровой консоли iQue Player в 2003 году. C консолью также шла 1-часовая демо-версия игры. 6 августа 2007 года игра была выпущена на Wii Virtual Console. В отличие от версии для Nintendo 64, в релизе Virtual Console нет баннеров Kawasaki из-за истёкших лицензионных соглашений. Они были заменены на рекламу Wii и Nintendo DS. Когда игра была переиздана на Virtual Console Wii U в 2016 году, баннеры Kawasaki были восстановлены. Игра была переиздана на Nintendo Switch Online + Expansion Pack 19 августа 2022 года, вновь с восстановленными баннерами Kawasaki. Версии игры для Virtual Console в целом получили очень положительные отзывы, рецензенты посчитали, что игра осталась такой же увлекательной, как и на Nintendo 64.
Продюсер компании Codemasters, Гай Уайлдэй, назвал Wave Race 64 ключевым источником вдохновения при разработке их гоночной игры 1998 года Colin McRae Rally. По словам Уайлдэя, Wave Race 64 — «прекрасный пример игры с реалистичной физикой и невероятно сбалансированной системой управления. Игра проста для начала, но только после того, как поиграешь в неё некоторое время, начинаешь понимать дополнительные нюансы управления. Сначала дело лишь в поворотах влево и вправо, но потом ты начинаешь использовать вес гонщика, чтобы строго контролировать движения гидроцикла в поворотах и на волнах. Мне очень понравился тот факт, что эта игра была легкодоступной, но в то же время предлагала много возможностей для продвинутых игроков — это было ключевой целью дизайна для Colin McRae Rally».